# Ugo Innocenti
Ugo Innocenti (Firenze, 14 aprile 1916 – ...) è stato un calciatore e allenatore di calcio italiano, di ruolo portiere.

## Carriera
Giocò in Serie A con la Fiorentina ed in Serie B con il Legnano, dove dopo aver terminato la carriera da calciatore diventò allenatore per sette stagioni, affiancato nei campionati di Serie B 1950-1951 e Serie A 1951-1952 da Ettore Puricelli come Direttore Tecnico.

## Palmarès

### Giocatore

#### Competizioni nazionali
- Campionato italiano di Serie B: 1

Fiorentina: 1938-1939
- Coppa Italia: 1

Fiorentina: 1939-1940

#### Competizioni regionali
- Campionato toscano di guerra: 1

Fiorentina 1944-1945